# الشوبك (القليوبية)
الشوبك إحدى قرى مركز شبين القناطر التابع لمحافظة القليوبية بجمهورية مصر العربية.

## السكان
بلغ عدد سكان الشوبك 11,934 نسمة، حسب الإحصاء الرسمي لعام 2006.